# Templo de Acra
El Templo de Acra es uno de los templos construidos y operados por la Iglesia de Jesucristo de los Santos de los Últimos Días, el número 117 construido por la iglesia y el primero en África occidental y el segundo de tres templos de la iglesia construidos en el continente, ubicado en la avenida Independence en la comunidad de North Ridge, en pleno centro de la ciudad de Acra.
Al templo asisten fieles repartidos en 95 estacas, uno de los templos con el mayor número de congregaciones en su distrito a nivel mundial. Atendiendo a la necesidad de cubrir las ceremonias de los fieles de Ghana y sus alrededores, en 2021 la iglesia anunció la construcción de un segundo templo en el país, ubicado en la ciudad de Kumasi, en la región de Ashanti, al norte de Acra.

## Historia
Los primeros misioneros de la iglesia de Jesucristo de los Santos de los Últimos Días comenzaron su proselitismo en el África occidental en 1978. Para el año 2001 el número de fieles registrados era de unas 20.000 personas.

## Anuncio
La construcción de un templo SUD en Ghana fue planificada a comienzos de los años 1990 y anunciada públicamente por el entonces presidente de la iglesia Gordon B. Hinckley en una visita a Ghana en febrero de 1998. Durante ese mismo viaje de Hinckley a Ghana, se aprobó el terreno donde el edificio sería construido, a poca distancia del centro de la ciudad. La ceremonia de la primera palada tuvo lugar el 16 de noviembre de 2001 y asistieron a ella líderes locales de la iglesia, el Honorable Alhaji Aliu Mahama —entonces vicepresidente de Ghana— y otros líderes gubernamentales.

## Construcción
Desde su anuncio hasta la ceremonia de la primera palada pasaron 3 años y 9 meses, el templo africano en aprobarse con la menor duración de tiempo. Otros templos africanos, incluyendo el Templo de Kinsasa y el templo de Durban duraron más de cuatro años en su aprobación oficial por los organismos de sus países. Desde la primera piedra hasta su dedicación eclesiástica, el templo de Acra duró dos años y dos meses, uno de los templos de su tamaño en ser construidos con la mayor rapidez. El Templo de Johannesburgo y el templo de Aba duraron cerca de tres años en ser construidos, de tamaño similar o menor que el templo de Acra. En total, desde su anuncio hasta su dedicación final, transcurrieron poco menos de 6 años. El templo de Madrid, con tres veces más superficie, duró ese mismo tiempo en ser construido.

## Características
El templo de Acra exhibe una arquitectura clásica de otros templos de la Iglesia de Jesucristo de los Santos de los Últimos Días con un pináculo sobre el cual se asienta una estatua del ángel Moroni. El exterior del templo está reforzado con granito proveniente de Namibia y construido por africanos con materiales de África. Las caras externas del templo están decoradas con motivos decorativos africanos y el interior está decorado con murales y patrones típicos de la región. Los muebles principales fueron construidos con madera de Mimusops heckelii, siempreverdes de la región. El papel tapiz, las alfombras y las ventanas tienen esculpidas imágenes de la tradicional tela Kente originaria del Pueblo Akan.
El templo de Acra está construido en un terreno de 24,000 m², construido con las mismas especificaciones de los templos de menor tamaño construidos a fines del siglo XX para llegar a un total de 100 templos para 2000. Con 17 300 pies cuadrados (1607,2 m²) de construcción, es uno de los templos de mayor tamaño entre los templos mileniales de menores proporciones operados por la iglesia SUD a nivel mundial.

## Dedicación
El templo de la Iglesia de Jesucristo de los Santos de los Últimos días de la ciudad de Acra fue dedicado para sus actividades eclesiásticas en cuatro sesiones, el 11 de enero de 2003, por Gordon B. Hinckley. Con anterioridad a ello, del 3 al 20 de diciembre de 2004, la iglesia permitió un recorrido público de las instalaciones y del interior del templo al que asistieron más de 20.000 visitantes, incluyendo el entonces presidente de Ghana John Kufuor. Solo miembros de la iglesia e invitados asistieron a la ceremonia de dedicación, que incluye una oración dedicatoria.